# Озтюрк, Акын
Акы́н Озтю́рк (тур. Akın Öztürk, род. 21 февраля 1952, Çamlı) — турецкий военный деятель, генерал, бывший командующий Военно-воздушными силами Турции (до 2016 года).

## Биография
Родился 21 февраля 1952 года. В 1968 году окончил среднюю школу в Эрзинджане, в 1973 году — Академию Военно-воздушных сил Турции.
В 1975 году окончил школу лётной подготовки при 2-й базе реактивных истребителей (БРИ) в Малатье. С 1975 по 1981 годы служил пилотом F-100 и F-4 на 7-й БРИ в Малатье. В 1981 году был переведён на 1-ю БРИ вЭскишехир, где занимал должность начальника отдела стандартизации и оценки. В 1987 году занял аналогичную должность на 3-й БРИ.
В 1989 году переведён на 4-ю БРИ, где служил в 141-й эскадрилье сначала пилотом F-16, а с 1991 года — командиром. С 1993 по 1996 год Озтюрк был проектным офицером и начальником подразделения в учебном отделе штаба ВВС Турции. С 1996 по 1998 годы он служил военным атташе Турции в Израиле, после чего ещё два года занимал должность командующего операциями 6-й БРИ в Бандырма.
В 2000 году Озтюрку было присвоено звание бригадного генерала, после чего он занимал должности начальника учебного отдела штаба ВВС (2000—2002) и командующего 9-й БРИ (2002—2004). С 2004 года его произвели в генерал-майоры и назначили командиром 2-го центра снабжения и обслуживания ВВС. В 2006 году он принял командование 2-й БРИ, а в 2008 году стал начальником разведки ВВС Турции.
В 2009 году Озтюрк был произведён в генерал-лейтенанты. Занимал пост заместителя командующего ВВС (2009—2011), затем главы авиационного учебного командования (2011—2013). 22 августа 2013 года ему было присвоено звание полного (четырёхзвёздного) генерала, а 30 августа 2013 года он был назначен командующим ВВС Турции. 30 августа 2015 года ушёл в отставку с поста командующего, став членом Высшего военного совета.
Генерал Акын Озтюрк является военным лётчиком с большим стажем. За свою 43-летнюю карьеру он налетал 5800 часов на 30 различных типах самолётов.
В июле 2016 года он был назван в числе организаторов попытки государственного переворота в Турции. Сам Озтюрк отрицал свою причастность к перевороту и, более того, заявлял о том, что пытался ему противостоять. Во время процесса над лидерами путча он сказал, что был на авиабазе в гостях у своего зятя (лётчика, служившего на этой базе) и внуков. Узнав о попытке переворота, он отговорил сторонников путчистов на своей базе от выступления, а также уговорил их освободить двух лояльных президенту Эрдогану офицеров, взятых ими в плен. Тем не менее он был обвинён судом в государственной измене, преступлениях против общественного порядка и терроризме, уволен из армии и лишён воинского звания.
В августе 2016 года Озтюрк, в эфире телепередачи, рассказал о том, что в 1996—1998 годах, будучи военным атташе Турции в Израиле, был членом израильской масонской ложи «Нур».

## Награды
- Медаль «За безупречную службу» ВВС Турции
- Медаль НАТО
- Орден Совершенства 1 степени (Нишан-е-Имтияз; Пакистан)

## Хронология присвоения воинских званий
| Звание                        | Дата            |
| ----------------------------- | --------------- |
| Уволен из армии, лишён звания | 15 июля 2016    |
| Генерал                       | 30 августа 2013 |
| Генерал-лейтенант             | 30 августа 2009 |
| Генерал-майор                 | 30 августа 2004 |
| Бригадный генерал             | 30 августа 2000 |
| Полковник                     | 30 августа 1994 |
| Подполковник                  | 30 августа 1991 |
| Майор                         | 30 августа 1986 |
| Капитан                       | 30 августа 1982 |
| Первый лейтенант              | 30 августа 1976 |
| Второй лейтенант              | 30 августа 1973 |